# Фазан японський
Японський фазан (Phasianus versicolor; яп. 雉子, кідзі) — вид птахів роду фазанових, що мешкає у низинах Японського архіпелагу, також відомий як зелений фазан. Споріднений зі звичайним фазаном, деякі дослідники вважають японського фазана підвидом звичайного. Характерною рисою є зелений колір пір'я на грудях і спині. Самці мають райдужно-фіолетову шиї, червону бороду і пурпурно-зелений хвіст. Самки менші за самців і мають скромне брунатне забарвлення з темними плямами.
Японський фазан є ендемічним видом Японського архіпелагу, через що його визнано національним птахом Японії. Ці птахи широко розповсюджені у своєму ареалі; їх можна часто зустріти поблизу міст і селищ. Зелені фазани також були завезені до Гавайських островів і материкової частини США як дичина.

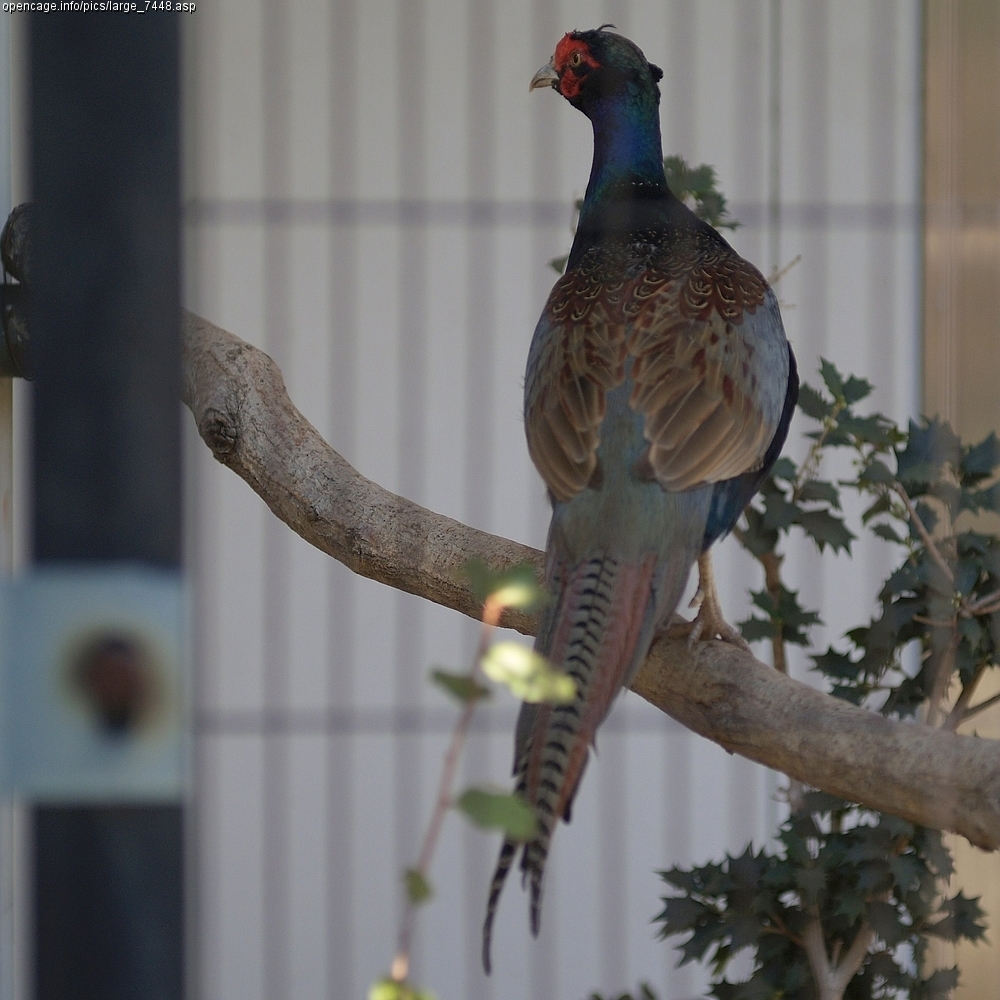
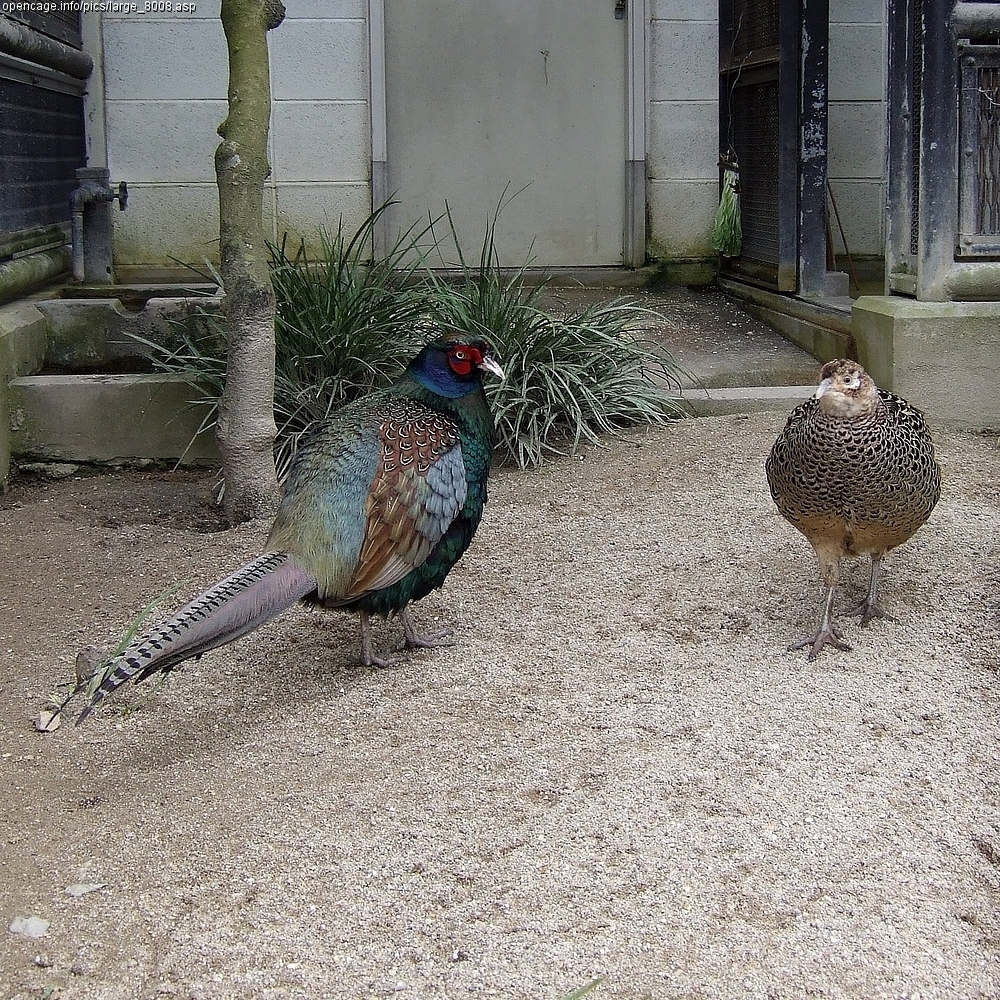
Самець (ліворуч), самка (праворуч)
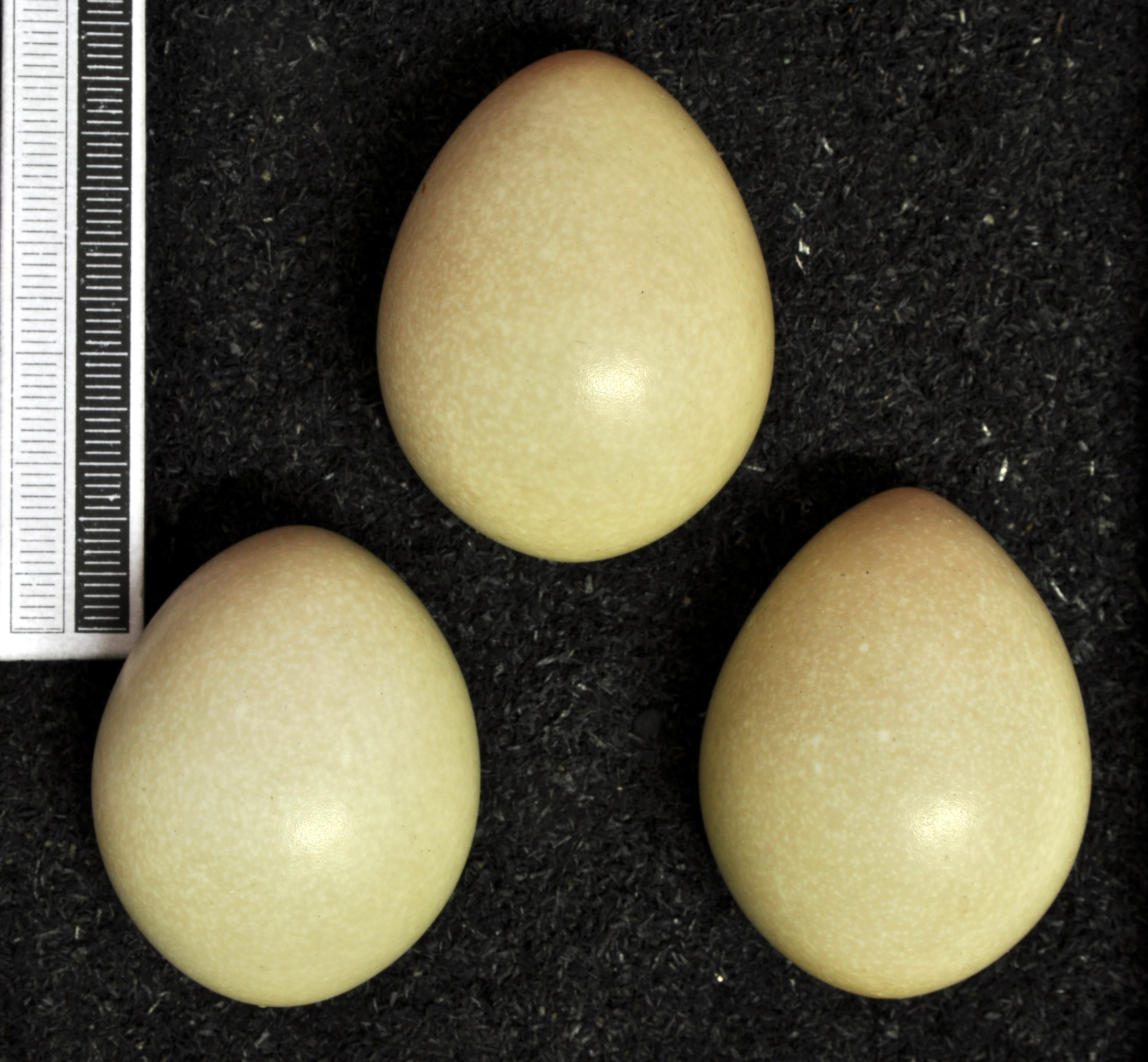
Яйця
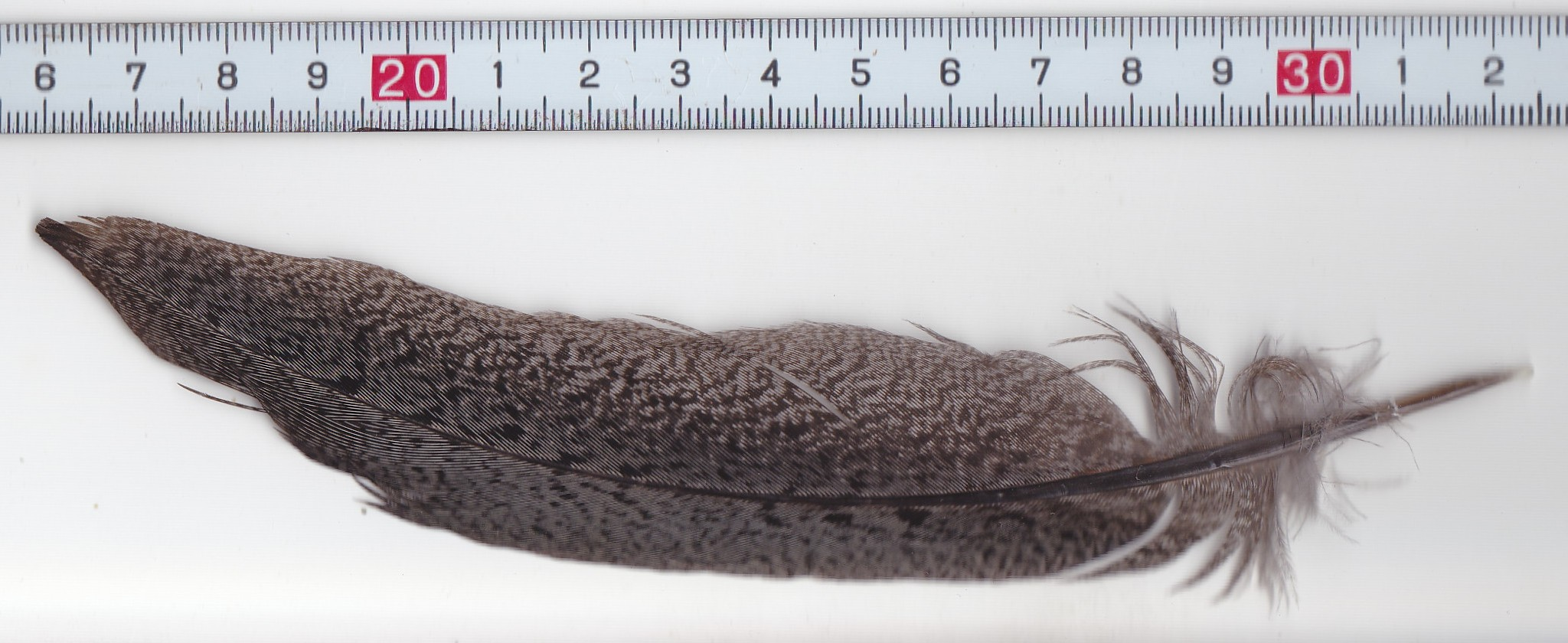
Хвостове перо самця
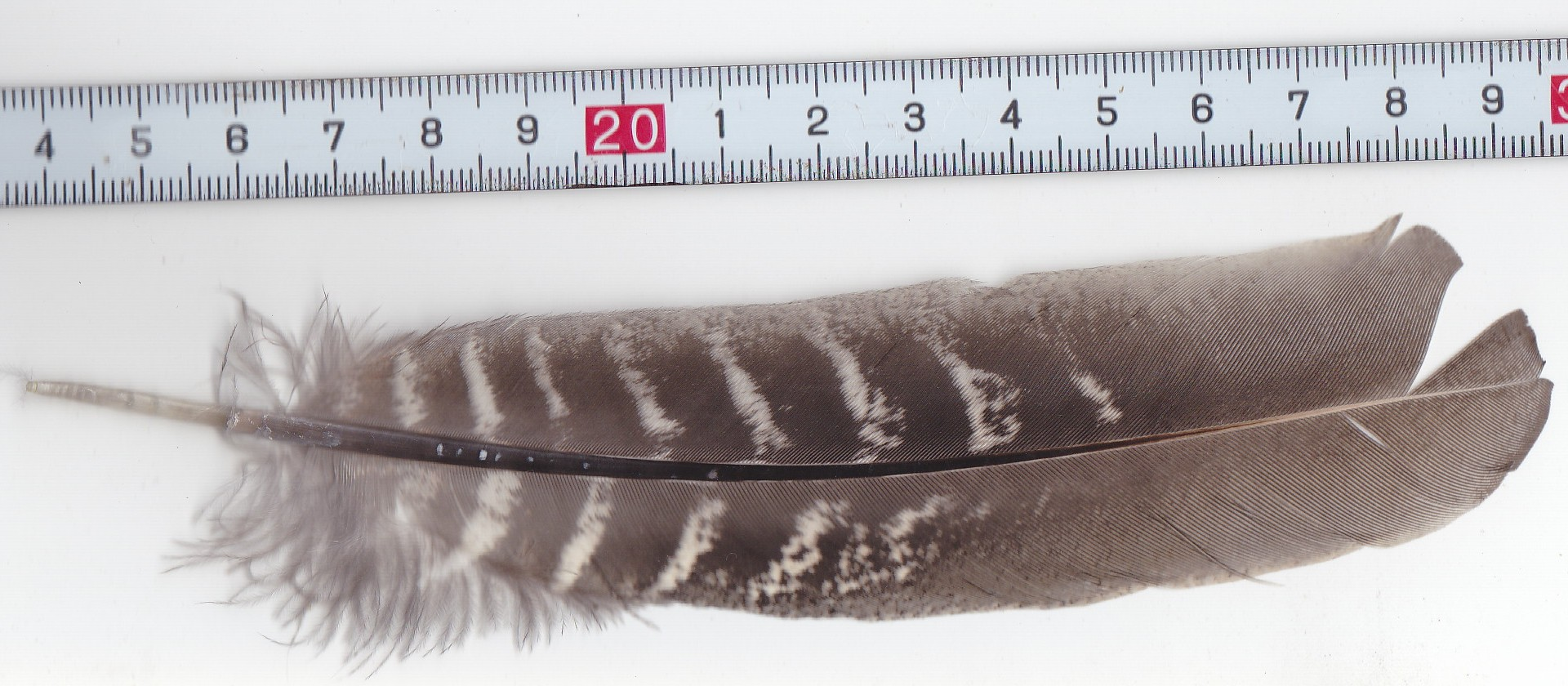
Махове перо самця